# Stelis subemarginata
Stelis subemarginata är en biart som beskrevs av Cresson 1878. Stelis subemarginata ingår i släktet pansarbin, och familjen buksamlarbin. Inga underarter finns listade i Catalogue of Life.